# Dekese
Dekese est une localité, chef-lieu de territoire de la province du Kasaï en république démocratique du Congo.

## Géographie
Elle est située sur la route RP701 à 491 km au nord du chef-lieu provincial Tshikapa

## Administration
Chef-lieu de territoire de 12 414 électeurs recensés en 2018, la localité a le statut de commune rurale de moins de 80 000 électeurs, elle compte 7 conseillers municipaux en 2019.

## Population
Le recensement de la population date de 1984,.
| 1984 | 2004  | 2012  |
| ---- | ----- | ----- |
| -    | 2 767 | 3 790 |